# بلغة الأمنية
بلغة الأمنية واسمه الكامل بلغة الأمنية ومقصد اللبيب فيمن كان بسبتة في الدولة المرينية من مدرس وأستاذ وطبيب، هو كتاب يحكي عن علماء من مختلف المدن المغربية عاشوا بمدينة سبتة وعاصروا الفترة المرينية بالمغرب، ألف هذا الكتاب سنة 820هـ/1417م، وأما كاتبه فهو مجهول.

## المؤلف
يعد مؤلف هذا الكتاب مجهولا غير معروف لحد الآن، توفي بعد سنة 820هـ/1417م، وهي السنة التي انتهى فيها من تأليف كتاب«بلغة الأمنية ومقصد اللبيب فيمن كان بسبتة في الدولة المرينية من مدرس وأستاذ وطبيب». عاش هذا المؤلف بين نهاية القرن الثامن وبداية القرن التاسع الهجري، وقد أرجح البعض أن مؤلف هذا الكتاب هو نفسه مؤلف كتاب «اختصار الأخبار عما كان بثغر سبتة من سني الآثار» وهو محمد ابن القاسم الأنصاري السبتي، لكن بدون دلائل واضحة يصعب القطع بهذا القول، ليبقى مؤلف «بلغة الأمنية» مجهولا إلى الآن، وقد تم تحقيق هذا الكتاب لأول مرة على يد محمد بن تاويت التطواني، ونشر في مجلة تطوان ضمن العدد التاسع في سنة 1964م في حوالي عشرين صفحة، ثم حققه للمرة الثانية عبد الوهاب بن منصور سنة 1984م/ 1404هـ.

وقال محمد بن تاويت في النسخة التي نشرها من كتاب «بلغة الأمنية»:
«وفي نهاية المخطوط المذكور يذكر أنه احتوى على سبعة واربعين رجلا وامرأة واحدة؛ ومعنی هذا أنه سقط مما بيدنا من مخطوط خمس تراجم للرجال، وبقي ان نتساءل من هو مؤلف بلغة الأمنية هذه. ويجيبنا بعضهم بأنه نفس مؤلف كتاب اختصار الأخبار المذكور ویری آخرون انه الحضرمي صاحب الكوكب الوقاد. ولعلهم في هذه النسبة، يستانسون باشياء، منها أن الكتابين معا، يحيل مؤلفهما على كتابه الكواكب، وان الانتهاء منه متقارب التاريخ، فهذا كما تقدم كان الانتهاء منه سنة عشرين بعد الثمانمائة، والاخر كان سنة خمس وعشرين بعدها، وان كثيرا من أولئك الذين ترجم لهم في هذا الكتاب ذكر لهم قبورهم أو مزاراتهم في كتابه الآخر، مثل الوادي لاوي، وابن وشاش، وابن مسلم القصري وابي عثمان الانجري، وأبي عبد الله بن خميس. ولما ذكر الكواكب في ترجمة ابن وشاش كتب في طرة ابن صالح عليه: «الكوكب الوقاد في من دفن بسبتة من الفقهاء والزهاد» فالكوكب الوقاد والكواكب اسمان لمسمى واحد، بل هي أسماء عديدة. ويعارض هذا، أنه نص في كتابه الاختصار على ان كتاب -الاعلام في تراجم علماء بسبتة- من جملة كتبه التي الفها، كما ذكر منها آخر هو (بغية السامع) ولم يشر بالمرة إلى كتابنا الذي بأيادينا، مع أنه متقدم التاليف عن ذلك، بل انه ذكر فيه أن ابن خميس، هو مؤلف كتاب الاعلام. فهل هناك كتابان بهذا العنوان، إشتركا كلاهما في موضوع واحد؟
هذا بعيد كما نرى والنتيجة التي انتهينا اليها هي:
ان الكتاب، بلغة الأمنية ومقصد اللبيب فيمن كان بسبتة في الدولة المرينية من مدرس واستاذ وطبيب، وأن هذا الكتاب، تنقصه من تراجمه خمس على الأرجح، كما تنقصه مقدمته، التي نظن ان اسم الكتاب قد ذكر بها وان مؤلف الكتاب، لا يمكن حتى الآن ان يقطع بكونه هو مؤلف كتاب «اختصار الاخبار عما كان بثغر سبتة من سني الاثار»، وهو محمد بن القاسم ابن محمد بن محمد بن أحمد بن عبد الملك الأنصاري السبتي».

## الوصف
ذكر محمد بن تاويت في مقدمة كتاب «بلغة الأمنية» الذي نشره:
«وهذا كتاب أخر يتعلق بسبتة، ننشره بعد ما نشرنا كتاب اختصار الأخبار عما كان بثغر سبتة من سني الأثار. وقد اعتمدنا في نشره على مخطوطتين، احدهما محفوظة بقسم المخطوطات من الخزانة العامة بالرباط في مجموع كان بالخزانة الكتانية وقد اختلطت اوراق هذه النسخة بأوراق من مخطوطة أخرى من كتاب السلسل العذب للحضرمي وتنقصها اوراق من أولها وأخرها. والثانية تبتدئ من منتصف الترجمة الرابعة التي هي لعبد الله بن عبد المنعم، وذلك عند ابن خميس قال وكان له الخ، وهذه المخطوطة للسيد اليزيد ابن صالح، ضمن مجموع يضمها والجزء الأول من شرح الحماسة لأبي عبد الله محمد ابن زاكور، وقد هدانا إلى ان الكتاب هو ما ذكر بعنوانه سلفا ما هو مثبت اخر المخطوط حيث ذكر انه وجد بالاصل المقيد بهذه الورقات ما نصه كمل المختصر الموسوم ببلغة الأمنية في يوم الخميس الحادي والعشرين لشعبان المكرم من عام أربعة وعشرين وثمان مائة والحمد لله حق حمده وصلى الله على سيدنا محمد ورسوله وعبده وعلى آله المؤمنين، بعدهما وجد كما وجد، وما هو منقول عنه ينصه في بعض التراجم».
نسخة مبتورة الأول ضمن مجموع، كتبت بالمداد الأسود، وأسماء الأشخاص المترجم لهم كتبت بالمداد الأحمر والأصفر، عليها تصحيحات والتعليقات يسيرة بالهامش، نسخت عن نسخة مؤرخة سنة 824هـ، وتم الاستدلال على اسم الناسخ وتاريخ النسخ من الرسالة الأولى والتي تتفق معها في نوع الورق والخط، وقد حقق هذا المخطوط للمرة الأولى على يد محمد بن تاويت التطواني، ونشر بمجلة تطوان ع 9، س 1964 في 20 صفحة، ثم أعيد تحقيقه للمرة الثانية على يد عبد الوهاب بن منصور، وصدر عن المطبعة الملكية بالرباط سنة 1404هـ/1984م، ولم يستدل على معرفة مؤلف هذا المخطوط حتى وقتنا هذا، على الرغم من أهمية المخطوط في التأريخ للدولة المرينية بالمغرب.

## الشخصيات
من بين الشخصيات المذكورة في كتاب «بلغة الأمنية ومقصد اللبيب فيمن كان بسبتة في الدولة المرينية من مدرس وأستاذ وطبيب» نجد:
- أبو علي ابن رشيق الثعلبي
- أبو عبد الله بن هاني اللخمي
- أبو عبد الله بن عبد المنعم
- أبو عبد الله بن هارون الاموي
- أبو عبد الله ابن خميس
- أبو عبد الله الزرعي الجدميوي السبتي
- أبو القاسم التجيبي السبتي
- أبو عبد الله بن حريث العبدري
- أبو الحسن بن وشاش
- أبو عبد الله الغافقي سبتي
- أبو القاسم بن عمران الحضرمي
- أبو عبد الله بن زيد السمار
- أبو محمد الزكندري
- أبو عبد الله بن ببيش العبدري
- أبو عبد الله عامر الانصاري
- أبو عبد الله الجناتي
- أبو عبد الله الوادي لاوي
- أبو محمد ابن مسلم الانصاري
- أبو عبد الله الطرطوطي
- أبو عبد الله بن المجراد
- أبو عثمان الصنهاجي
- أبو العباس التاميسي
- أبو العباس احمد بن الشيخ الصالح المكتب
- أبو عبد الله المهني
- أبو الحسن الانجري
- أبو عبد الله بن الاصفر
- أبو سرحان الزواوي
- أبو عبد الله البطيني
- أبو عبد الله العباسي
- أبو يوسف يعقوب القصري الجكسي
- أبو العباس الشعار
- أبو محمد قاسم بن ابي حجة الانصاري
- أبو القاسم محمد الانجري
- أبو العباس القباب
- شيخنا أبو يحيى محمد بن السكاك العياضي
- شيخنا أبو يحيى أبو بكر الشريف الحسني الادريسي
- الطبيب الماهر الأشهر أبو عبد الله الشريشي[14]
- الطبيب أبو عبد الله ابن مقاتل
- الطبيب أبو عبد الله بن مبارك الازدي
- الطبيب أبو عبد الله الجياني
- الطبيب أبو عبد الله المعز الصنهاجي
- الطبيب أبو عبد الله بن مروان العافري
- الطبيبة عائشة بنت الجيار ابنة الشيخ الكاتب الوجيه أبي عبد الله ابن الجيار المحتسب بسبتة:[15] تعد عائشة من أبرز الطبيبات اللواتي برزن خلال العهد المريني بسبتة، وهي المرأة الوحيدة التي ترجم لها في كتابه الذي ضم 48 ترجمة، مما يعكس المكانة التي كانت لهذه الطبيبة ليس في حقل الطب فقط بل في ميدان العلوم عموما، وتجدر الإشارة إلى أن كل من محمود عبد العزيز الزعبي -(الذي قد ذهب إلى أن الطبيبات في المغرب الأقصى وقتئذ كن كثيرات، قياسا على عدد المدن الكثيرة كفاس ومراكش ومكناس وسجلماسة وغيرها)-، وعبد الله كنون، وشوقي ضيف، استقوا معلوماتهم من كتاب "بلغة الأمنية" لكاتبه المجهول[16]، ويعد هذا الكتاب مرجعا موثوقا عن عائشة، أي أن كل ما ذكره عبد الله كنون في كتابه النبوغ المغربي في الأدب العربي عنها[17]، إستنبطه من كتاب بلغة أمنية.